# Station Jędrzejów Wąskotorowy Osobowy
Station Jędrzejów Wąskotorowy Osobowy is een spoorwegstation in de Poolse plaats Jędrzejów.